# Грецькі торгові ряди (Сімферополь)
Грецькі торгові ряди — одноповерховий будинок XVIII століття, на Одеській вулиці, 12, у Сімферополі, в Центральному районі. Пам'ятник архітектури.

## Опис
Кутовий одноповерховий будинок має форму неправильного прямокутника, дах чотирисхилий. Фасад прикрашений дев'ятьма колонами з простими формами базами і капітелями. Стіни фасаду не декоровані. Будівля є прикладом народної архітектури з елементами класичного ордера.
Попри те, що будівля не зберегла первісне внутрішнє планування, зовнішній фасад дійшов до наших днів майже в первісному вигляді..

## Історія
Є однією з найстаріших будівель центру міста, з'явилися у торгово-ремісничому кварталі Акмесджита наприкінці XVIII століття. Будівля, як частина грецького кварталу, призначалася для торгівлі, мала кімнати для приїжджих і приміщення для зберігання товарів.
Наказом Міністерства культури і туризму України від 2012 року «Грецькі торгові ряди» було включено до реєстру пам'яток місцевого значення як пам'ятник архітектури та містобудування.
Станом на 2014 рік будівля використовувалася Свято-Троїцьким жіночим монастирем, що знаходиться по сусідству, для адміністративно-господарських потреб.